# Calafindești
Calafindești est une commune du județ de Suceava en Roumanie.